# Чегемский район
Чеге́мский райо́н — административно-территориальная единица и муниципальное образование (муниципальный район) в составе Кабардино-Балкарской Республики Российской Федерации.
Административный центр — город Чегем.

## География
Чегемский район расположен в центральной части республики, вытянувшись по берегам реки Чегем с юго-запада на северо-восток. Территория района расположена на высоте от 500 до 4617 м над уровнем моря, в предгорном и горном районах республики. Площадь территории района составляет 1503,32 км².
Район граничит с Эльбрусским районом на западе, Баксанским районом на севере, с Урванским и Черекским районами на востоке. С запада, севера и частично с востока район полукольцом окружает Нальчикский городской округ. На юге проходит государственная граница с Грузией.
Наиболее крупными и значимыми реками в районе являются — Чегем и Шалушка, в бассейне которых расположены все остальные реки. На одном из притоков реки Чегем, расположены Чегемские водопады.

## История
Изначально Чегемский район был образован 28 января 1935 года из Верхне-Чегемского, Нижне-Чегемского, Актопракского и Яникойского сельсоветов разукрупнённого Балкарского района, согласно постановлению №92 Президиума Кабардино-Балкарского облисполкома.
20 апреля 1937 года из Верхне-Чегемского сельсовета был выделен Булунгуйский сельсовет (с. Булунгу, с. Кам).
В марте 1944 года в связи с депортацией балкарцев в Среднюю Азию южные части района были переданы в состав Грузинской ССР. В том же году из Нальчикского района в Чегемский были переданы переданы сельские советы — Лечинкаевский, Чегемский I, Чегемский II и Шалушкинский.
Указом Президиума Верховного Совета РСФСР от 24 мая 1956 года из упраздненного Нальчикского района в Чегемский были переданы сельсоветы — Герменчикский, Кенженский и Нартановский.
В 1957 году из Грузинской ССР в восстановленный КБАССР были возвращены ранее отнятые земли.
В декабре 1962 года Чегемский район был упразднён, а его территория была включена в состав Баксанского района, за исключением Герменчикского и Нартановского сельсоветов переданных в Урванский район, и села Кенже переданного в ведение Нальчикского горсовета. В январе 1965 года Чегемский район был восстановлен в границах 1961 года, за исключением Герменчикского и Кенженского сельсоветов.
В 1992 году сельсоветы Чегемского района были реорганизованы и преобразованы в сельские администрации. В 2005 году в районе были упразднены городская и сельские администрации и образованы городское и сельские поселения.

## Население
| 1970    | 1979    | 1989    | 2002    | 2010    | 2011    | 2012    | 2013    | 2014    | 2015    |
| ------- | ------- | ------- | ------- | ------- | ------- | ------- | ------- | ------- | ------- |
| 35 741  | ↗43 315 | ↗50 486 | ↗68 335 | ↗69 092 | ↗69 132 | ↘69 041 | ↘69 004 | ↘68 898 | ↗68 970 |
| 2016    | 2017    | 2018    | 2019    | 2020    | 2021    | 2023    | 2024    | 2025    |         |
| ↗68 971 | ↗69 087 | ↗69 109 | ↗69 149 | ↗69 360 | ↗78 335 | ↘78 227 | ↗78 266 | ↗78 714 |         |

### Урбанизация
Городское население (город Чегем) составляет 26.88 % от всего населения района.

### Национальный состав
По итогам переписи населения 2020 года проживали следующие национальности (национальности менее 1 % и другое, см. в сноске к строке «Другие»):
| Национальность | Численность, чел. | Доля     |
| -------------- | ----------------- | -------- |
| Кабардинцы     | 55 812            | 71,26 %  |
| Балкарцы       | 15 377            | 19,63 %  |
| Русские        | 2346              | 2,99 %   |
| Черкесы        | 1750              | 2,23 %   |
| Другие         | 3050              | 3,89 %   |
| Итого          | 78 335            | 100,00 % |

Половозрастной состав
По данным Всероссийской переписи населения 2010 года:
| Возраст     | Мужчины, чел. | Женщины, чел. | Общая численность, чел. | Доля от всего населения, % |
| ----------- | ------------- | ------------- | ----------------------- | -------------------------- |
| 0 — 14 лет  | 7 253         | 6 616         | 13 869                  | 20,07 %                    |
| 15 — 59 лет | 23 960        | 23 368        | 47 328                  | 68,50 %                    |
| от 60 лет   | 3 095         | 4 800         | 7 895                   | 11,43 %                    |
| Всего       | 34 308        | 34 784        | 69 092                  | 100,0 %                    |

Мужчины — 34 308 чел. (49,7 %). Женщины — 34 784 чел. (50,3 %).
Средний возраст населения — 33,8 лет. Средний возраст мужчин — 32,3 лет. Средний возраст женщин — 35,2 лет.
Медианный возраст населения — 31,2 лет. Медианный возраст мужчин — 29,9 лет. Медианный возраст женщин — 32,7 лет.

## Муниципальное устройство
В Чегемский муниципальный район входят 10 муниципальных образований, в том числе  1 городское и 9 сельских поселений:
| №        | Муниципальное образование | Административный центр | Количество населённых пунктов | Население | Площадь, км² |
| -------- | ------------------------- | ---------------------- | ----------------------------- | --------- | ------------ |
| 1e-06    | Городское поселение       |                        |                               |           |              |
| 1        | Чегем                     | город Чегем            | 1                             | ↗20 837   | 77,85        |
| 1.000002 | Сельские поселения        |                        |                               |           |              |
| 2        | Верхне-Чегемское          | село Булунгу           | 2                             | ↗1030     | 113,06       |
| 3        | Лечинкай                  | село Лечинкай          | 1                             | ↗5326     | 31,02        |
| 4        | Нартан                    | село Нартан            | 2                             | ↗16 310   | 58,41        |
| 5        | Нижний Чегем              | село Нижний Чегем      | 1                             | ↘1836     | 29,32        |
| 6        | посёлок Звёздный          | посёлок Звёздный       | 1                             | ↘1627     | 11,20        |
| 7        | Хушто-Сырт                | село Хушто-Сырт        | 1                             | ↘721      | 83,10        |
| 8        | Чегем Второй              | село Чегем Второй      | 1                             | ↗10 722   | 48,70        |
| 9        | Шалушка                   | село Шалушка           | 1                             | ↘13 607   | 45,48        |
| 10       | Яникой                    | село Яникой            | 2                             | ↗6304     | 51,37        |

## Населённые пункты
Распределение населения района
 г. Чегем (26,88 %) с. Нартан (20,42 %) с. Шалушка (17,27 %) с. Чегем Второй (13,73 %) с. Лечинкай (6,78 %) Остальные (14,92 %)
В Чегемском районе 13 населённых пунктов, в том числе один город и 12 сельских населённых пунктов.
| №  | Населённый пункт | Тип              | Население | Муниципальное образование |
| -- | ---------------- | ---------------- | --------- | ------------------------- |
| 1  | Чегем            | город            | ↗21 161   | Чегем                     |
| 2  | Булунгу          | село             | ↘773      | Верхне-Чегемское          |
| 3  | Звёздный         | село             | ↘1591     | посёлок Звездный          |
| 4  | Каменка          | село             | ↘2906     | Яникой                    |
| 5  | Лечинкай         | село             | ↗5338     | Лечинкай                  |
| 6  | Нартан           | дорожный разъезд | ↗187      | Нартан                    |
| 7  | Нартан           | село             | ↗16 075   | Нартан                    |
| 8  | Нижний Чегем     | село             | ↗1847     | Нижний Чегем              |
| 9  | Хушто-Сырт       | село             | ↗732      | Хушто-Сырт                |
| 10 | Чегем Второй     | село             | ↗10 811   | Чегем Второй              |
| 11 | Шалушка          | село             | ↗13 590   | Шалушка                   |
| 12 | Эльтюбю          | село             | ↘246      | Верхне-Чегемское          |
| 13 | Яникой           | село             | ↗3505     | Яникой                    |

## Органы местного самоуправления
Структуру органов местного самоуправления муниципального образования составляют:
1. Совет местного самоуправления Чегемского муниципального района — выборный представительный орган района;
2. Председатель совета местного самоуправления Чегемского муниципального района — высшее должностное лицо района;
3. Местная администрация Чегемского муниципального района — исполнительно-распорядительный орган района;
4. Глава местной администрации Чегемского муниципального района — глава исполнительной власти в районе.

Структуру органов местного самоуправления муниципального образования составляют:
Глава местной (районной) администрации
- Борсов Юра Карабиевич (с 11 октября 2019 года)

Председатель Совета местного самоуправления
- Одижев Хасанш Хакяшевич (с 1 апреля 2019 года)

Главы администрации района
- Мамбетов Михаил Хамзетович (с 1993 по 2010 года; убит);
- Баков Руслан Барасбиевич (с 2010 по 2014 года);
- Ахохов Каншоубий Мухамедович (с 2014 по 2016 года)[29]
- Текушев Артур Александрович (с 2016 по 2019 года).
- Борсов Юра Каральбиевич (с 2019 года).

Адрес администрации Чегемского муниципального района: город Чегем, ул. Баксанское шоссе № 3.

## Средства массовой информации
- Официальный сайт администрации муниципального района.
- Официальный сайт администрации муниципального района.
- Издаётся районная газета «Голос Чегема»[30], тиражируемая на территории района и освящающая события, происходящие в нём. Выпускается два раз в неделю.

Районная газета «Голос Чегема» была основана 13 мая 1952 года решением бюро Кабардинского Обкома КПСС.
Первоначально она называлась — «Светлый путь» («Гъуэгу нэху») и выходила на кабардинском языке. Первым редактором газеты был Макоев Гузер Кетукович.
В 1957 году после возвращения балкарского народа на прежние места проживания (сёла Нижний Чегем, Хушто-Сырт, Яникой, Эльтюбю и Булунгу), газета стала выходить на трёх языках – русском, кабардинском и балкарском, и стала называться «Красное Знамя».
В октябре 1990 года газета поменяла свое название на «Голос Чегема». Ныне коллектив Редакции насчитывает 15 человек. Тираж газеты при двухразовом выпуске в неделю составляет 3530 экземпляров.

## Культура
В настоящее время в районе функционирует 25 учреждений культуры, в том числе: 8 Домов культуры, 14 библиотек объединённых в централизованную библиотечную систему, 2 детские музыкальные школы и историко-краеведческий музей. Общая численность работников культуры и дополнительного образования составляет 102 человека.

## Экономика
В Чегемском районе наибольшее развитие получило сельское хозяйство. Промышленный комплекс Чегемского района представляют 11 предприятий. Наибольший удельный вес занимают предприятия пищевой и перерабатывающей промышленности.

## Транспорт
Основной автопарк сосредоточен в МУП «Чегемской автотранспортное предприятие», которое занимается пригородными перевозками населения. Перевозками жителей горных поселений района занимается МУП «Нальчикмежтранс». Суммарный объем пассажирских перевозок составляет порядка 3 млн. человек в год.
Протяженность автомобильных дорог на территории Чегемского муниципального района составляет 1000,41 км, в том числе:
- федерального значения — 51,26 км.
- республиканского значения — 218,514 км.
- местного значения — 730,603 км.

Все населённые пункты имеют налаженную рейсовую связь с районным центром — Чегем и городом Нальчик. Троллейбусное сообщение встроенное в нальчикское городское движение имеется в населённых пунктах Нартан и Шалушка.
Автобусным сообщением обеспечены два маршрута: «Нальчик — Верхний Чегем» (3 автобуса, 4 рейса в день) и «Нальчик — Звёздный» (2 автобуса, 4 рейса в день).
Железнодорожное сообщение в районе отсутствует.

## Археология
- Навес Псытуаже является первым стратифицированным памятником позднего эпипалеолита рубежа плейстоцена-голоцена, который интенсивно изучался на северном склоне Центрального Кавказа. В слое 2 навеса Псытуаже сохранилась стоянка активного обитания возрастом 11-13 тысяч лет назад. Как показали проведенные междисциплинарные исследования, древний человек занимался на стоянке разнообразными видами деятельности, в том числе расщеплением кремня и обсидиана, обработкой дерева, кости/рога, шкур животных и изготовлением одежды [31][32].